# Allende en su laberinto
Allende en su laberinto es una película chilena de 2014, dirigida por Miguel Littín. El filme es una recreación ficcionada que narra las últimas siete horas del Presidente de Chile Salvador Allende y su guardia personal durante el asedio al Palacio de La Moneda por parte de las Fuerzas Armadas de Chile el 11 de septiembre de 1973.

## Reparto
- Daniel Muñoz como Salvador Allende.[2]
- Aline Kuppenheim como Miria Contreras "La Payita".[2]
- Horacio Videla como Augusto Olivares.
- Juvel Vielma como Jano.

## Producción
La preproducción y el rodaje en Chile y Venezuela, donde se filmaron en la Casa Amarilla las escenas del bombardeo, duraron dos años. Por su parte, el equipo pudo rodar en el Palacio de La Moneda gracias al gobierno de Michelle Bachelet, quien, al contrario del expresidente Piñera, facilitó el acceso durante dos días a las instalaciones gubernamentales.
La película se tituló Allende, tu nombre me sabe a hierba antes del estreno oficial, el día 18 de diciembre de 2014 en el Teatro Caupolicán de Santiago de Chile al que asistieron autoridades y personajes del mundo artístico. El título original hacía referencia a un poema de Machado hecho canción por Joan Manuel Serrat, que Allende intentaría recordar tarareando el último día de su vida, según testimonio de Miria Contreras. Así mismo, la historia se centraría en el punto de vista del detective Quintín Romero, interpretado por el actor venezolano Roque Valero.
El estreno comercial se realizó el 26 de marzo de 2015 con una buena acogida del público.
Para el filme se utilizaron las transmisiones radiofónicas originales entre los sublevados y el discurso final de Allende en Radio Magallanes, aunque parte del mismo fue grabado por el actor Daniel Muñoz, quien no aceptó el papel inmediatamente. Littín contó con el testimonio de varias personas que acompañaron a Allende durante el asedio a La Moneda.